# Шумноструйка
Шумноструйка е другото име на реката Бруинен, която извирала в западните части на Мъгливите планини и течала на югозапад през Ломидол и накрая се вливала в Митейтел. Накрая се оформяла реката Гватло, която е по-голяма и пълноводна.